# اوکرتلکام
اوکرتلکام (به اوکراینی: Укртелеком) شرکت مخابرات اوکراینی است، که در زمینه ارائه خطوط تلفن ثابت، شبکه تلفن همراه و رساننده خدمات اینترنتی فعالیت می‌نماید.
شرکت اوکرتلکام در سال ۱۹۹۳ راه‌اندازی شد و در حال حاضر به‌عنوان بزرگترین شرکت مخابراتی اوکراین شناخته می‌شود و انحصار بازار مخابرات را در این کشور در اختیار دارد.
دفتر مرکزی این شرکت در شهر کی‌یف، اوکراین قرار دارد و بخشی از سهام آن در بازار بورس نیویورک و بورس اوراق بهادار مکزیک معامله می‌شود.